# Rue de Navarin
La rue de Navarin est une voie du 9e arrondissement de Paris, en France.

## Situation et accès

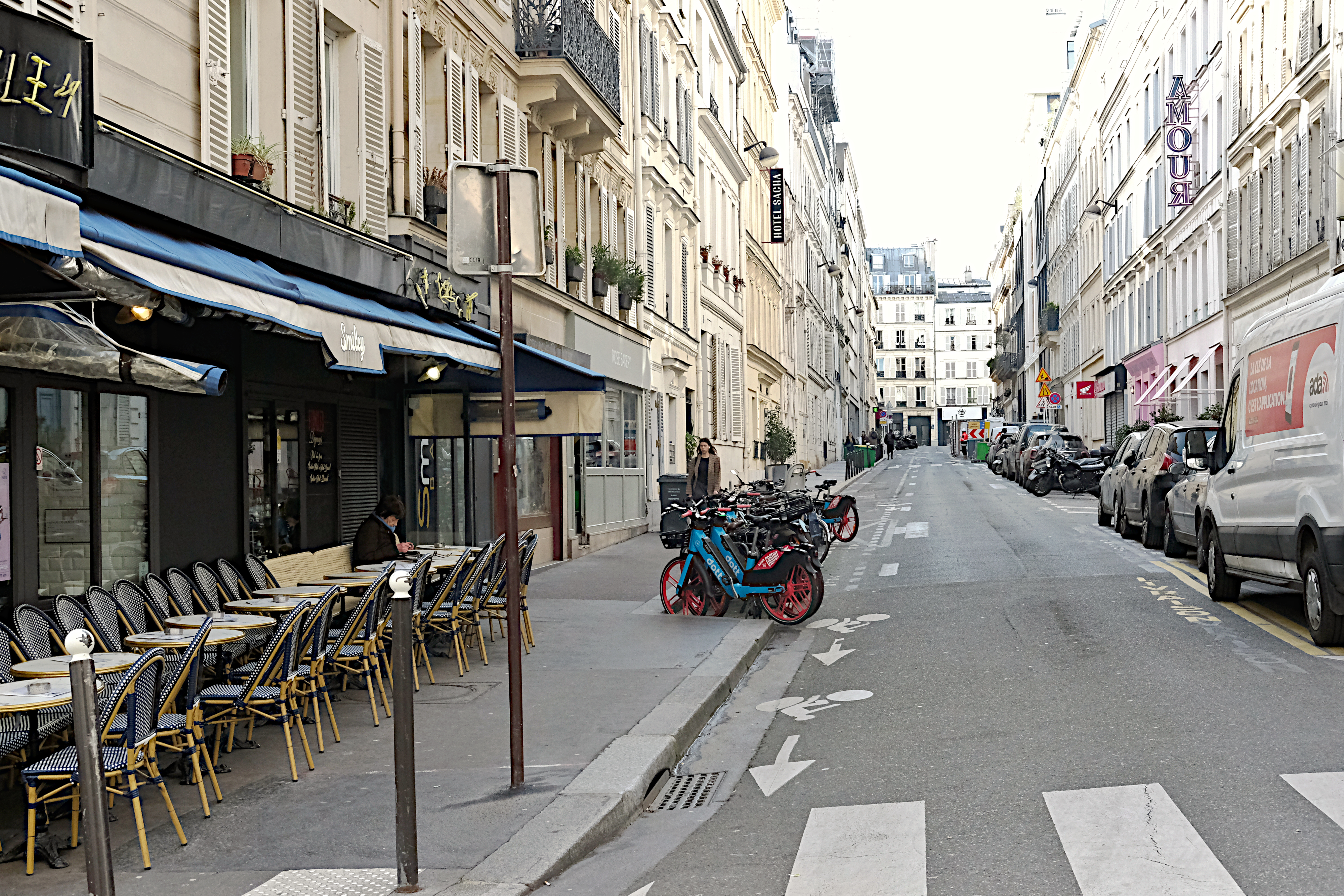
La rue de Navarin, vue depuis la rue des Martyrs.

La rue de Navarin est une voie publique située dans le 9e arrondissement de Paris. Elle débute au 37, rue des Martyrs et se termine au 16 bis, rue Henry-Monnier.
Le quartier est desservi par la ligne 12 à la station Saint-Georges et la ligne 2 à la station Pigalle.

## Origine du nom
Le nom de cette rue rappelle la victoire navale remportée le 20 octobre 1827 par les escadres française, anglaise et russe sur la flotte turco-égyptienne durant la guerre d'indépendance grecque.

## Historique
Cette rue est ouverte, par M. Mesnard, par ordonnance royale du 7 octobre 1830 et prend sa dénomination la même année.

## Bâtiments remarquables et lieux de mémoire

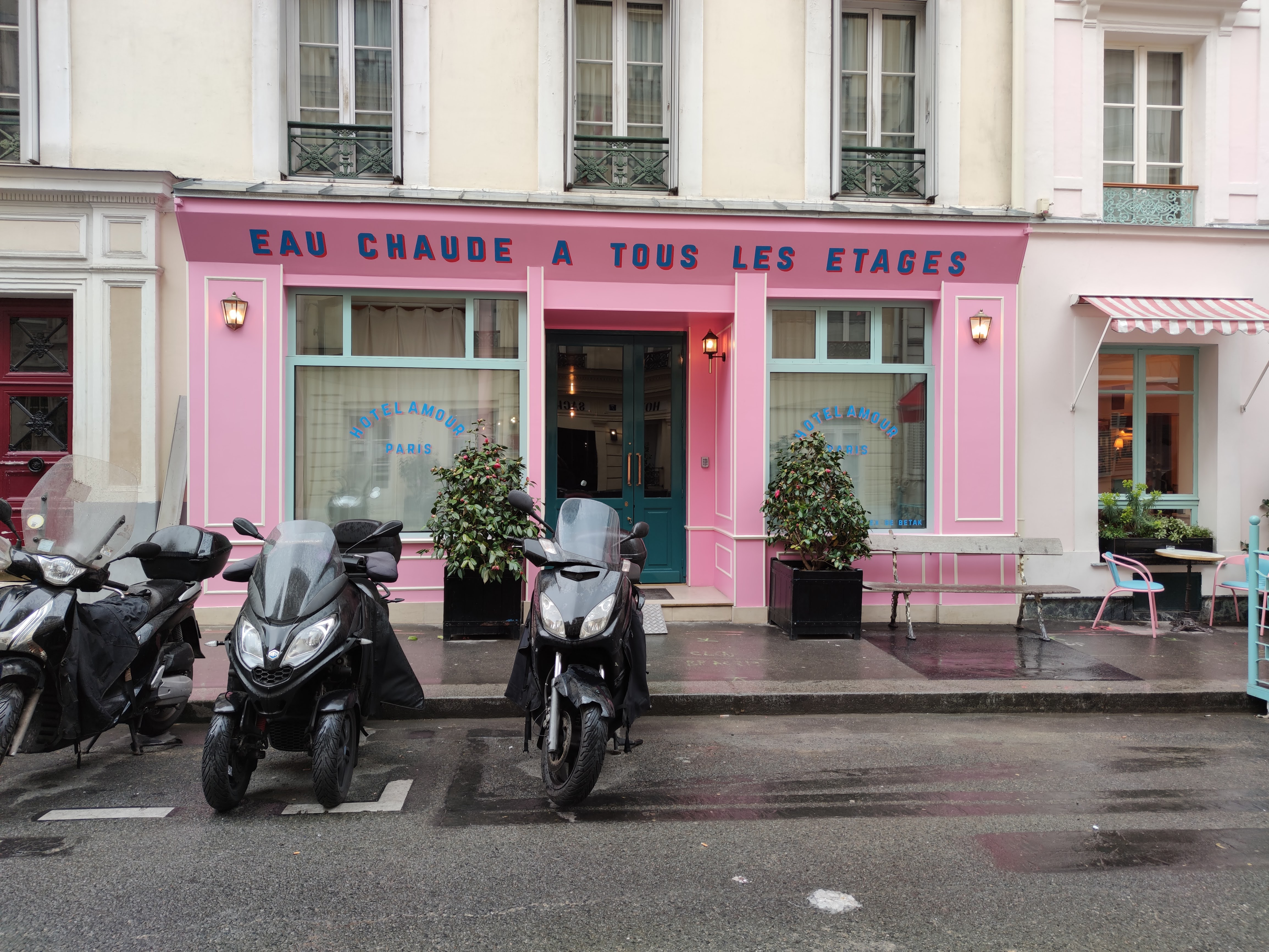
No 8 : hôtel Amour.

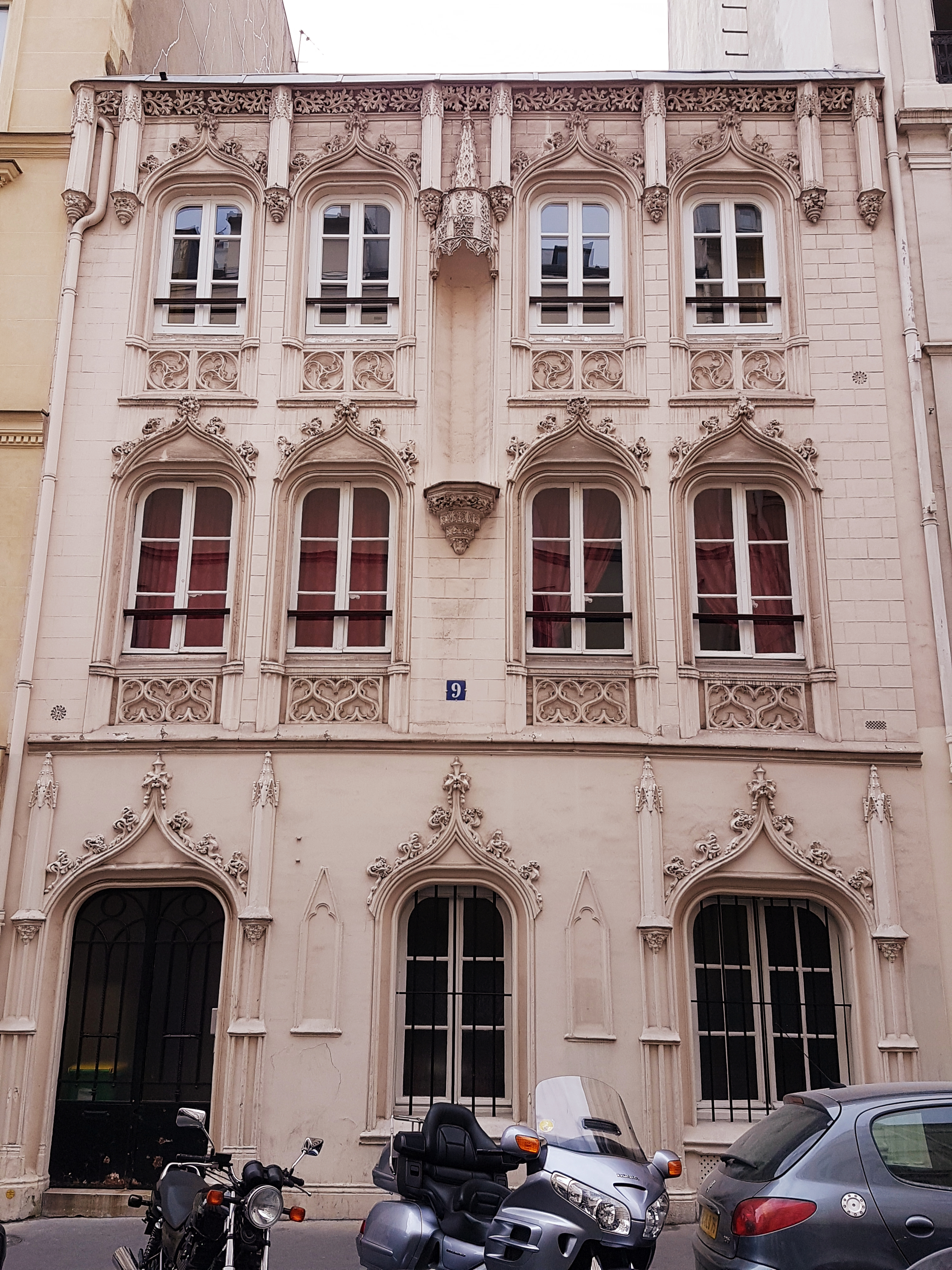
No 9.

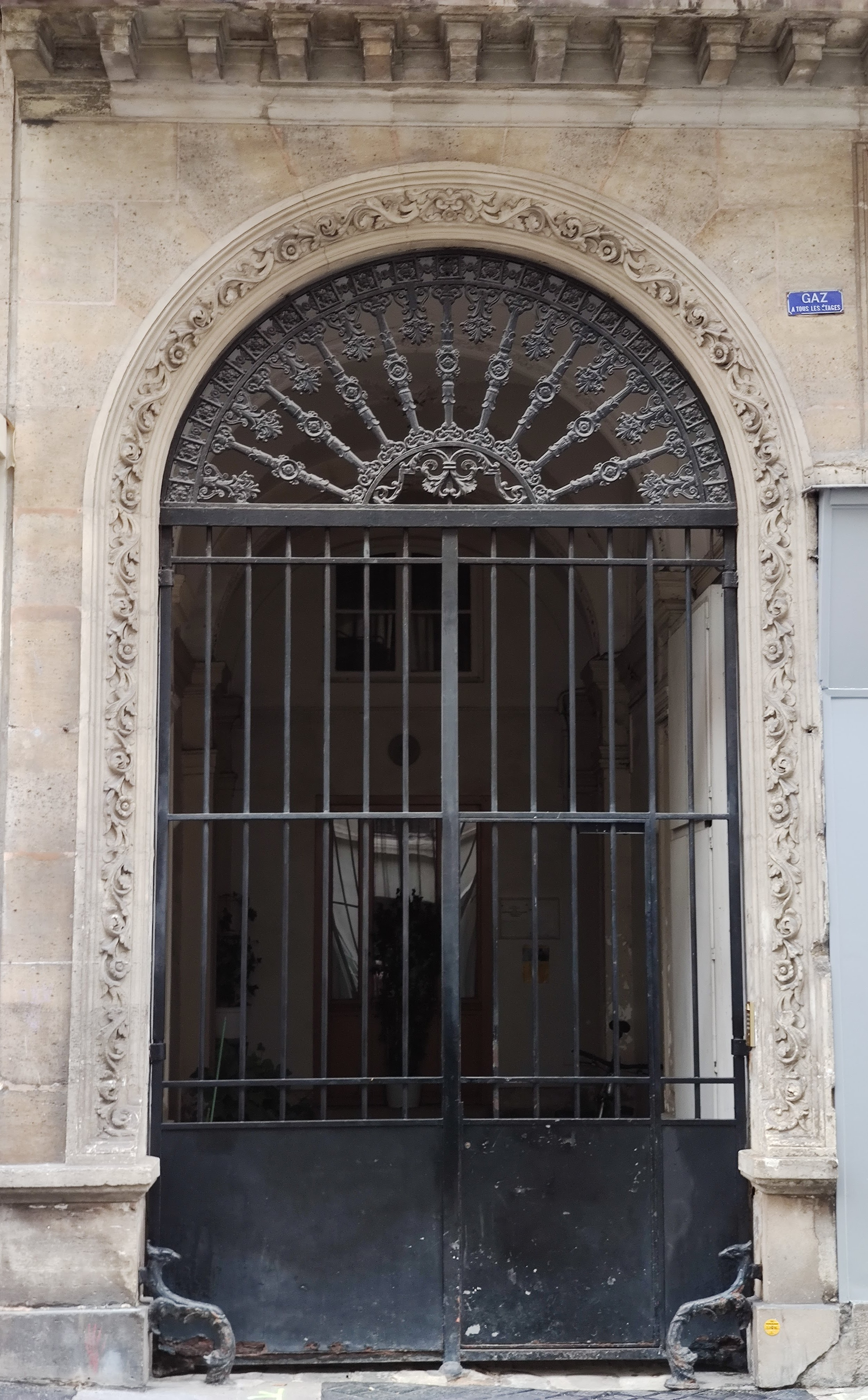
No 22 : entrée.

- No 7 : l'écrivain et photographe Miguel 'Sÿd' Ruiz (17 mars 1962-) y a vécu avec sa famille de 1962 à 1965.
- No 8 : hôtel Amour, où fut tournée une scène de L'amour dure trois ans (2011)[2],[3].
- No 9 : bâtiment de style néo-gothique ; ancienne maison close, appelée « Madame Christiane » ou « Chez Christiane », spécialisée dans les pratiques sado-masochistes[4],[5].
- No 11 : ancien lieu de vie et atelier du peintre Ernest Hébert, aujourd'hui siège du Conseil international de la langue française (CILF) grâce à la généreuse donation faite en 1983 par René Patris d'Uckermann (1897-1993), fils adoptif de Gabrielle Hébert et héritier en ligne directe de l'artiste. Cette donation comprenait outre l'immeuble une collection d'œuvres artistiques et d'objets mobiliers conservés par le CILF[6]. René Patris d'Uckermann est également fondateur du musée Hébert de Paris et donateur du Musée Hébert de La Tronche.
- No 12 : le peintre Arsène-Hippolyte Rivey y vivait et s’y donna la mort le 2 octobre 1903. Siège de l'Union des maisons de la culture créée en 1935 par Louis Aragon.
- No 16 : le peintre Paul Vayson (1841-1911) y avait son atelier parisien[7].
- Nos 18-20 : emplacement de l'ancienne villa Bothorel où ont vécu Théophile Gautier et Gérard de Nerval.
- No 22 : Charles Aznavour y vécut pendant la Seconde Guerre mondiale chez ses parents, Micha et Knar Aznavourian, et ils y hébergèrent Missak et Mélinée Manouchian, dirigeants FTP-MOI dénoncés par l'Affiche rouge, affiche de propagande[8],[9]. Depuis 2024, une plaque y rend hommage à Charles Aznavour et au couple Manouchian[10].
- No 24 : Étienne Daho y a vécu quand il est arrivé depuis Rennes à Paris[réf. nécessaire].
- No 33 : François Truffaut y a vécu avec ses parents à partir de janvier 1944, une plaque a été posée par la mairie de Paris en 2014[11].